# Arena (jeu vidéo, 2010)
Pour les articles homonymes, voir Arena.
« Dofus Arena » redirige ici. Pour le manfra, voir Dofus Arena (manfra).
Arena est un jeu de rôle en ligne massivement multijoueur gratuit, développé et édité par Ankama Games en 2010, puis arrêté depuis 2014.
Ce projet de jeu vidéo d'Ankama est auparavant lancé sous le nom de Dofus Arena en bêta fermé en 2006 et proposé au public en bêta ouverte à partir de 2007. Initialement prévu dans une version « Donjon » permettant aux joueurs d'affronter des monstres, il propose exclusivement des combats tactiques au tour à tour, joueur contre joueur. Dès 2011, le jeu est renommé Arena. Par manque de joueurs et de mises à jour, le jeu ferme le 14 octobre 2014.

## Système de jeu

Logo de Dofus Arena.

Arena ne s'explore pas avec un personnage mais avec un coach qui commande plusieurs personnages en équipe. Un coach peut rejoindre un clan et s'habiller comme il veut du moment qu'il a les vêtements.
Arena est un jeu stratégique en ligne au tour par tour. Il peut être joué à travers un mode de jeu un contre un ; le mode deux contre deux a été retiré depuis la version bêta 2.01 et réintroduit à la bêta 2.25.
Le joueur commence par recruter une équipe en dépensant une somme fixe de Kamas : 6.000k. Les personnages sont choisis parmi 12 classes différentes, chacune offrant un ensemble de caractéristiques spécifiques.
Lors de la première phase d'un combat, les deux joueurs placent leurs personnages sur un  certain nombre de cases prédéfinies. Puis 1 à 3 cartes bonus sont distribuées aux personnages. Ces cartes ne peuvent être jouées qu'une seule fois durant le combat et utilisent oui ou non des points d'actions (PA). Le combat est alors divisé en tours. Au début de chaque tour, une carte évènement est tirée aléatoirement parmi 27 : ses effets s'exercent seulement pour ce tour (au premier tour, cette carte est toujours la carte "cloué au sol"). L'ordre de passage des personnages dans un tour est déterminé par leurs initiatives (caractéristique de personnages). Chacun peut être contrôlé durant un laps de temps limité  (30 secondes). Les possibilités de déplacement et d'action du personnage dépendent de ses points de mouvement et de ses points d'action.
Le combat est gagné lorsque l'équipe adverse n'a plus de personnage en jeu, ou qu'elle décide d'abandonner.

### Équipement
Il y a 5 sortes d'équipements : les armes, les familiers, les capes, les chapeaux et les Dofus. Chaque personnage peut porter un seul équipement de chaque catégorie. Toutes les catégories d'équipement apportent des bonus au porteur. Les armes ont cependant un rôle particulier : outre celui de frapper, elles permettent de régler l'initiative du personnage, c'est-à-dire la place qu'il occupe dans la timeline (de manière à créer des attaques combinées entre plusieurs personnages). Chaque équipement ou sort a aussi un coût, qui est plafonné à 6 000 kamas (exemple : une épée coûte 200 kamas pour équiper l'un des personnages avant de le faire rentrer dans l'arène). Les équipements de coach varient : certains équipements comme des coiffures ou des capes rendent le coach plus seyant.

### Classes de personnages
Il existe treize classes différentes parmi lesquelles le joueur peut choisir pour créer ses personnages. Chaque classe dispose de dix sorts spécifiques. À chaque classe correspond une carte évènement. Une quatorzième classe (Zobal) était encore en cours de développement lorsque les mises à jour du jeu ont été arrêtées et était accessible en test sur un serveur de beta fermé. 
Par ordre alphabétique
- Crâ
- Ecaflip
- Eniripsa
- Enutrof
- Féca
- Iop
- Pandawa
- Osamodas
- Sadida
- Sacrieur
- Sram
- Xélor
- Roublard

## Extensions

Logo d'Arena : Confrontation.

## Univers
Arena s'inscrit dans l'univers du Krosmoz, partagé avec Dofus, premier MMORPG d'Ankama. En 2007 débute la publication de Dofus Arena, un manfra dérivé du jeu vidéo. Il est scénarisé par Nicolas Devos et dessiné par Jérôme Bretzner, remplacés par Tom Gobart et oTTami pour le quatrième et dernier tome, paru en 2012.

## Récompenses
- Prix du public au Web Flash Festival en 2006[réf. souhaitée]

### Presse
- « Dofus Arena, c'est pas trop tôt », Joystick, no hors série,‎ été 2010